# Drujeliubni
Drujeliubni - Дружелюбный (rus) és un possiólok del krai de Krasnodar, a Rússia. Es troba a les terres baixes de Kuban-Azov, al nord de l'embassament de Krasnodar, a 17 km al nord-est del centre de Krasnodar, la capital.
Pertany al municipi de Kalínino.